# Діловий туризм
Діловий туризм або ділові подорожі є обмеженішою та цілеспрямованою частиною звичайного туризму. Під час ділового туризму (подорожі) люди все ще працюють і отримують гроші, але роблять це далеко від робочого місця та вдома. Деякі визначення туризму виключають ділові поїздки. Однак Всесвітня туристична організація ООН (UNWTO) визначає туристів як людей, «які подорожують і залишаються в місцях за межами свого звичайного середовища не більше одного року поспіль для відпочинку, ділових та інших цілей».

## Головні плюси ділового туризму
Професійна організація ділового туризму спеціалізованим агентством дає власникам і керівникам бізнесу ряд істотних плюсів.
- Зниження витрат на ділові поїздки. Вартість послуг агентства, що спеціалізується на діловому туризмі, повністю компенсуються високим рівнем організації та пропозицією вигідних за ціною варіантів. Самостійно компанії не вдасться забронювати квитки, житло та інші необхідні ресурси за настільки низькими цінами, які може запропонувати спеціалізоване агентство.
- Економія часу. Організація ділової поїздки досвідченим менеджером агентства може бути виконана в найкоротші терміни і на найвищому рівні. Вирішення всіх питань агентство бере на себе.
- Вивільнення внутрішніх ресурсів компанії. Компанії не доведеться відволікати співробітників від виконання їх прямих обов’язків, щоб організувати ділову поїздку або бізнес заходи. Всі відділи і підрозділи зможуть продовжувати працювати в штатному режимі і сконцентруватися на основних виробничих завданнях.
- Професійний супровід ділових поїздок в режимі 24/7. Агентство не тільки організовує ділові поїздки, але також здійснює їх супроводження та управління. При будь-якому форс-мажорі можна зв’язатися з представником агентства для врегулювання проблеми.

Діловий туризм, взятий компанією собі на «озброєння», стає вагомою конкурентною перевагою на ринку, оскільки дозволяє успішно розвивати бізнес на всіх рівнях.

## Виникнення ділового туризму
Діловий туризм виник відповідно до розвитку та змін в сучасному світі, де стали активно взаємодіяти різні бізнес-структури та компанії. Ось деякі ключові фактори, які сприяли виникненню ділового туризму:
·        Глобалізація бізнесу: З поширенням глобальних компаній та міжнародних бізнес-операцій зросла потреба в особах, які можуть подорожувати для ведення ділових справ в різних країнах.
·        Розвиток технологій транспорту: Завдяки швидкому та зручному транспорту, такому як літаки та поїзда, стало легше та ефективніше подорожувати на великі відстані.
·        Розвиток комунікаційних технологій: Засоби комунікації, такі як телефони, електронна пошта та відеоконференції, полегшили організацію ділових зустрічей та спілкування за великі відстані.
·        Потреба в обміні ідеями та досвідом: Бізнес-особи та фахівці почали відчувати потребу в обміні ідеями, досвідом і знаннями. Конференції, семінари та інші події стали ідеальними майданчиками для такого обміну.
·        Зростання конкуренції: Бізнес-компанії стали більш конкурентоспроможними, шукаючи нові ринки та можливості. Це призвело до збільшення необхідності в подорожах для встановлення партнерських зв'язків та здійснення бізнес-операцій.
·        Потреба в офіційних зустрічах та переговорах: Деякі рішення та угоди потребують особистого контакту та обговорення, що стимулює появу ділових поїздок.
·        Розвиток готельного та конференц-сервісу: З появою готелів та конференц-центрів, обладнаних всім необхідним для проведення бізнес-подій, зросла здатність влаштовувати ділові зустрічі.
Отже, діловий туризм виник як результат змін у бізнес-середовищі та суспільстві, в якому розвивалися та вдосконалювалися інструменти та можливості для проведення ділових справ і обміну ідеями.

## Значимість
Історично діловий туризм приймає форму подорожі, витрачання грошей і перебування за кордоном, перебування за кордоном на деякий час, і має таку ж довгу історію, як і міжнародна торгівля.  Наприкінці 20 століття діловий туризм розглядався як головна галузь.
Згідно з даними Управління з туризму Великої Британії та Лондонської ради з туризму за 1998 рік, на діловий туризм припадало близько 14% усіх поїздок до або в межах Великої Британії та 15% туристичного ринку у Великій Британії. За оцінками 2005 року ці цифри для Великої Британії можуть бути ближчими до 30%. За оцінкою ЮНВТО, діловий туризм становить 30% міжнародного туризму, через те, що його важливість суттєво відрізняється в різних країнах.

## Характеристики
Порівняно зі звичайним туризмом, діловий туризм охоплює меншу частину населення з різними мотиваціями та додатковими обмеженнями, які обмежують свободу вибору через бізнес-аспекти. Напрямками ділового туризму набагато частіше є території, значно розвинені для бізнес-цілей (міста, промислові регіони тощо). Середньостатистичний бізнес-турист багатший, ніж середній турист, і, як очікується, витрачатиме більше грошей.
Серед особливостей ділового туризму можна виділити:
- комерційну спрямованість (встановлення контактів, проведення конференцій);
- відсутність сезонності (має місце лише розклад галузевих виставок, конференцій);
- попереднє планування бізнес-поїздок (важливий рівень їх організації);
- складність організації поїздки;
- стійкість до негативних впливів;
- поєднання ділових поїздок з екскурсійною програмою.
Діловий туризм - це вид туризму, який спрямований на задоволення потреб та інтересів підприємств, компаній та організацій. Характеристики ділового туризму включають:
1. Мета подорожі:
  - Основною метою є вирішення професійних або бізнес-завдань, таких як участь у конференціях, зустрічах, переговорах, бізнес-зустрічах, семінарах тощо.
2. Учасники:
  - Туристи – це працівники підприємств та організацій, що подорожують у робочих цілях. Це можуть бути менеджери, співробітники, представники бізнесу тощо.
3. Типи подій:
  - Корпоративні події, такі як конференції, семінари, тренінги, виставки, бізнес-мітинги, які організовані для здійснення ділових операцій.
4. Засоби пересування:
  - Зазвичай використовуються літаки, поїзди, автобуси, а також автомобілі для коротших відстаней.
5. Розміщення:
  - Великі готелі, конференц-центри, бізнес-готелі, які мають всі необхідні зручності для проведення ділових подій.
6. Організація:
  - Такий туризм часто вимагає попереднього планування та організації. Важливим елементом може бути укладення контрактів, бронювання конференц-залів, організація транспорту тощо.
7. Зв'язок і бізнес-зв'язки:
  - Діловий туризм сприяє створенню та розвитку бізнес-зв'язків, обміну ідеями, розширенню мережі контактів.
8. Вартість:
  - Зазвичай, витрати на діловий туризм покриваються компанією або організацією, і вони можуть включати витрати на перельоти, проживання, харчування та інші витрати, пов'язані з виконанням ділових завдань.
9. Дозвілля:
  - Хоча основна мета – це бізнес, але часто учасники мають певний час для відпочинку та відвідання туристичних місць, що може стати додатковою перевагою.

## Структура ділового туризму
Діловий туризм має таку структуру:
- 73% – корпоративні поїздки (ділові поїздки та з метою участі у заходах, що організовуються промисловими і торговими корпораціями);
- інсентив-туризм (8%) – синтез справ і розваг, мотивація-винагорода для кращих працівників;
- 16% – участь у галузевих з’їздах, конференціях, семінарах;
- 11% – відвідування торгово-промислових виставок, ярмарків.
Країнами лідерами ділового туризму є США, Канада, Німеччина, Сінгапур, Іспанія, Італія, Таїланд, Франція, Туреччина, Китай тощо. Основним постачальником ділових туристів виступає Німеччина. Серед європейських держав, де активно розвивається діловий туризм, також слід відзначити Великобританію, Нідерланди, Швецію, Швейцарію. Особливе місце посідає Бельгія зі столицею Брюсселем, що одночасно є столицею ЄС. Кожне 10 прибуття в Бельгію та Францію здійснюється з діловою метою. Прогнозується зростання привабливості Центральної та Східної Європи як ринку ділового туризму. Для порівняння: на американському континенті - кожна восьма поїздка ділова, у Південно-Східній Азії - кожна п’ята.

## Центри ділового туризму
Ділові поїздки відбуваються як в Україні, так і за її межами. Вибір місця проведення поїздки залежить від мети поїздки, а також від того, з якими партнерами планується зустріч.
Міжнародні ділові поїздки є поширенішими, ніж внутрішні. Вони дозволяють компаніям налагоджувати зв'язки з партнерами з інших країн, розвивати міжнародну торгівлю та інвестиції. 
Найпопулярнішими напрямками для міжнародних ділових поїздок є:
- США
- Китай
- Німеччина
- Велика Британія
- Франція
- Японія
- Сінгапур
- Бразилія

Внутрішні ділові поїздки також мають важливе значення. Вони дозволяють компаніям налагоджувати зв'язки з партнерами з інших регіонів країни, а також розвивати внутрішній ринок. При виборі місця проведення внутрішньої ділової поїздки необхідно враховувати такі фактори:
- Розвиток  регіону. Важливо, щоб регіон був розвиненим економічно та культурно. Це гарантує, що бізнес-партнери будуть надійними та відповідальними.
- Інфраструктура. Регіон повинен мати розвинену транспортну інфраструктуру, а також доступні готелі та інші необхідні послуги.
- Туристична привабливість. При виборі місця проведення ділової поїздки можна враховувати також її туристичну привабливість. Це дозволить співробітникам компанії поєднати ділові зустрічі з відпочинком.[13]